# 에디 그리븐

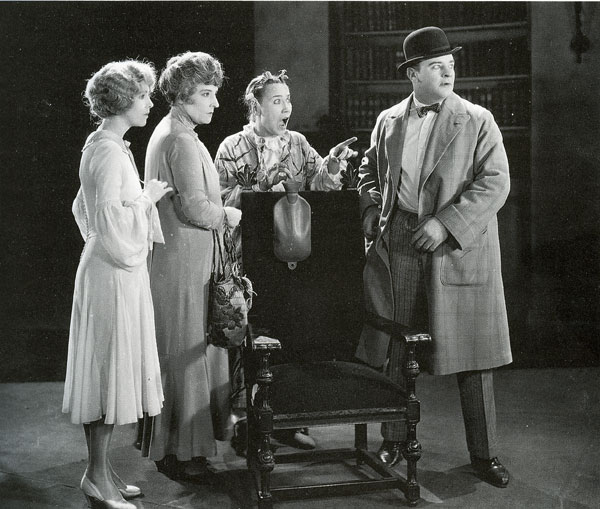

에디 그리븐(Eddie Gribbon, 1890년 1월 3일 ~ 1965년 9월 28일)은 미국의 배우, 영화배우이다.
뉴욕에서 태어났으며 할리우드에서 사망하였다. 사인은 암이다.

## 영화
- 인간 에디슨 (1940년)
- 위대한 독재자 (1940년)
- 바보의 기쁨 (1939년)
- 무모한 천성 (1930년)
- 송 오브 더 웨스트 (1930년)
- 나이트 라이프 (1927년)